# Жовтогорлик південний
Жовтогорлик південний (Geothlypis aequinoctialis) — вид горобцеподібних птахів родини піснярових (Parulidae).

## Поширення
Вид поширений на півночі Південної Америки від центральної Колумбії через північну Венесуелу, Тринідад і Гвіани досягає регіонів біля річки Амазонки в Бразилії. Місцем гніздування є болота та інші заболочені місцевості з низькою густою рослинністю. Птаха також можна знайти в інших районах з густим чагарником, але рідше трапляється в посушливих місцях існування.

## Опис
Птах має 13,2 см у довжину і важить 13 г. У нього жовто-зелений верх, яскраво-жовтий низ і переважно чорний дзьоб. Дорослий самець має чорну лицьову маску, обрамлену зверху сірою смугою. Самка схожа, але без чорної маски. Вона має тьмяніше забарвлення, має різну кількість сірого кольору на голові (часто його практично немає), жовтувате очне кільце та жовтувату смужку, що тягнеться від дзьоба до ока.

## Спосіб життя
Самиця відкладає два яйця з червонувато-коричневими крапками в м’яке гніздо, розташоване низько серед трави або болотної рослинності. Харчується комахами, в тому числі гусеницями, які зазвичай ловить в густій рослинності.